# Autorretrato ante su caballete
Autorretrato ante el caballete, también conocido como Autorretrato en el taller (1790-1795) es un cuadro de pequeño formato de Francisco de Goya (42 x 28 cm) de los llamados «de gabinete» —no parece responder a ningún encargo— en el que el pintor se retrata de cuerpo entero a contraluz en su estudio pintando un gran lienzo. Este cuadro es, muy posiblemente, el propio autorretrato que contemplamos, en el que Goya aparece de perfil y mirando hacia el espectador.

## Análisis
Goya se nos muestra en este cuadro como un artista que nos mira seguro de sí mismo, mirando al espectador y mostrándose en su actividad vestido con una indumentaria muy moderna para la época. Viste una indumentaria propia de los toreros de la época, se aprecian manoletinas y medias que utilizaban los diestros de antaño. Retrató a varios toreros como Pedro Romero, Pepe Hillo muchos más pioneros de la tauromaquia con los que compartió una gran amistad. No en vano, Goya fue un entusiasta de las corridas de toros y prueba de ello es la serie de 33 grabados que componen La Tauromaquia. El aparatoso sombrero se debe a que está preparado con un armazón para colocar velas, pues Goya gustaba de terminar sus cuadros a la luz artificial.
La luz incide de pleno en una gran ventana situada al fondo, lo que matiza la calidad de la iluminación del cuerpo de la figura. Entre la ventana y él, se puede apreciar una mesa camilla sobre la que hay recado de escribir y papel, lo que podría denotar el deseo de aparecer caracterizado como intelectual.
La figura queda en sombra, lo que provoca un interesante estudio de los matices de color en su ropa y cara, un motivo habitual en el pintor aragonés, que se podía observar ya en el rostro de la dama vestida a la moda francesa de El quitasol (1777). 
En cuanto a la técnica, Goya hace gala de una gran rapidez en la ejecución a base de manchas de carácter impresionista cargadas de pintura y sin precisar los detalles, como correspondería a un cuadro pintado por iniciativa propia.